# Выборы в ландтаг Рейнланд-Пфальца 1959
Выборы в ландтаг Рейнланд-Пфальца 1959 года состоялись 19 апреля. Немецкая имперская партия (DRP) смогла преодолеть пятипроцентный барьер и войти в состав ландстага, но в связи с особенностями избирательного законодательства в парламент вошёл лишь один представитель партии.

## Начальное положение
Несмотря на абсолютное большинство Христианско-демократического союза, Петер Альтмейер решил создать коалицию со Свободной демократической партией (FDP). Оппозицию составили: Социал-демократическая партия Германии (SPD) и Немецкая имперская партия (DRP).

## Результаты выборов
Распределение мест после выборов 1959 года
Выборы в ландтаг состоялись 19 апреля 1959 года. Участие в выборах приняло 8 партий.
- Общее количество избирателей: 2 266 778;
- Количество явившихся избирателей: 1 749 227;
- Явка избирателей: 77,17 %, из них:
  - действительные голоса: 1 712 354;
  - недействительные голоса: 36 873.

| Партия                              | Партия                                       | Голосов   | %     | Мест | Изменений |
| ----------------------------------- | -------------------------------------------- | --------- | ----- | ---- | --------- |
|                                     | Христианско-демократический союз (CDU)       | 829 236   | 48,43 | 52   | ▲1        |
|                                     | Социал-демократическая партия Германии (SPD) | 596 984   | 34,86 | 37   | ▬         |
|                                     | Свободная демократическая партия (FDP)       | 165 937   | 9,69  | 10   | ▼2        |
|                                     | Немецкая имперская партия (DRP)              | 87 349    | 5,10  | 1    | ▲1        |
|                                     | Общегерманский блок                          | 23 259    | 1,36  |      |           |
|                                     | Союз немцев, партия единства, мира и свободы | 6 613     | 0,39  |      |           |
|                                     | Немецкое сообщество                          | 2 453     | 0,39  |      |           |
|                                     | Немецкие сельские жители                     | 529       | 0,03  |      |           |
| Недействительных бюллетеней         | Недействительных бюллетеней                  | 36 873    | 2,11  | -    | -         |
| Всего                               | Всего                                        | 1 749 227 | 100   | 100  | -         |
| Зарегистрированных избирателей/явка | Зарегистрированных избирателей/явка          | 1 712 354 | 77,17 | -    | -         |